# Dryptodon curvisetus
Dryptodon curvisetus là một loài Rêu trong họ Grimmiaceae. Loài này được (Bouman) Ochyra & Żarnowiec mô tả khoa học đầu tiên năm 2003.